# Particella

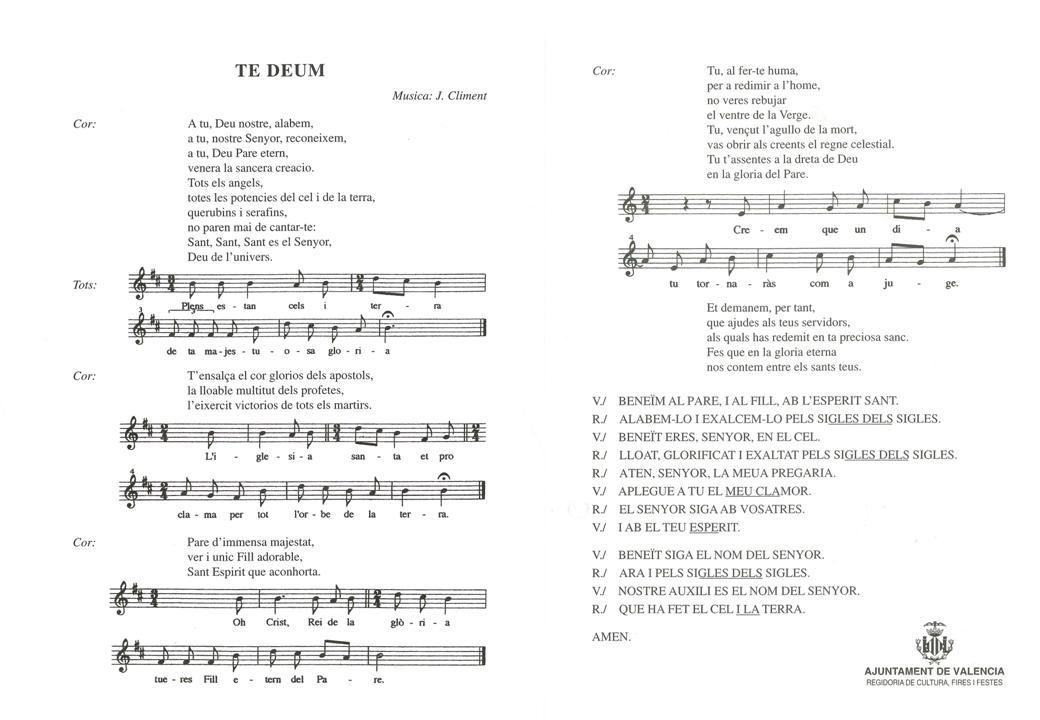
Particella de Te Deum para la participación popular en la Catedral de Valencia.

La particella o partichela (en plural, particelle; en alemán: Particell) es una partitura en la que solamente aparece escrita de manera independiente la parte que debe interpretar un único intérprete o un grupo de intérpretes que tocan o cantan exactamente lo mismo dentro de una obra con más partes. Por el contrario, en la partitura general figuran simultáneamente todas las partes de los instrumentos o voces que se han de interpretar para ejecutar una determinada composición musical.

## Descripción
En la mayor parte de los ámbitos de la interpretación musical se utilizan partichelas y solamente el director emplea la partitura general con todos los instrumentos y voces. Por esta razón, y dado que la figura del director es relativamente reciente y sólo se da en algunos tipos de música, a lo largo de la historia de la música europea el vehículo más habitual para anotar la música para ser interpretada en conjunto han sido las partichelas.
En cambio, la mayoría de las corales cantan actualmente utilizando las partituras generales, al menos de las partes vocales, mientras que si hay acompañamiento orquestal, este suele figurar en una reducción para piano.